# Cor Caroli
Cor Caroli (Alfa dels Llebrers / α Canum Venaticorum) és l'estel més brillant de la constel·lació dels Llebrers (Canes Venatici), de l'hemisferi nord celeste. El seu nom significa 'el cor de Carles', i fou anomenada així per Edmond Halley tant en honor de Carles I d'Anglaterra, que fou executat, com de Carles II d'Anglaterra, el seu fill, que va ser restaurat com a rei després d'un interregne que seguí a la mort del seu pare.
Cor Caroli és una estrella binària amb una magnitud aparent combinada de +2,89. Les dues estrelles estan separades 19,6 segons d'arc en el cel i es poden resoldre amb petits telescopis. Està aproximadament a 110 anys llum de la Terra.
L'estrella principal, α² dels Llebrers A, és el prototip de la classe d'estrelles variables, les anomenades variables α² Canum Venaticorum. Aquestes estrelles tenen un camp magnètic molt intens, que es creu produeixen erupcions estel·lars d'enorme extensió. Degut en aquestes "taques solars" l'esclat de α² dels Llebrers varia considerablement durant la seva rotació.
La claror de α² dels Llebrers varia entre la magnitud aparent +2,84 i +2,94 amb període de 5,47 dies. El seu tipus espectral és A0. La seva companya, α² dels Llebrers B', és del tipus espectral F0, és considerada més feble, de la magnitud +5,5.
Cor Caroli marca el vèrtex de l'asterisme Diamant de Virgo.